# Ngựa Zweibrücker

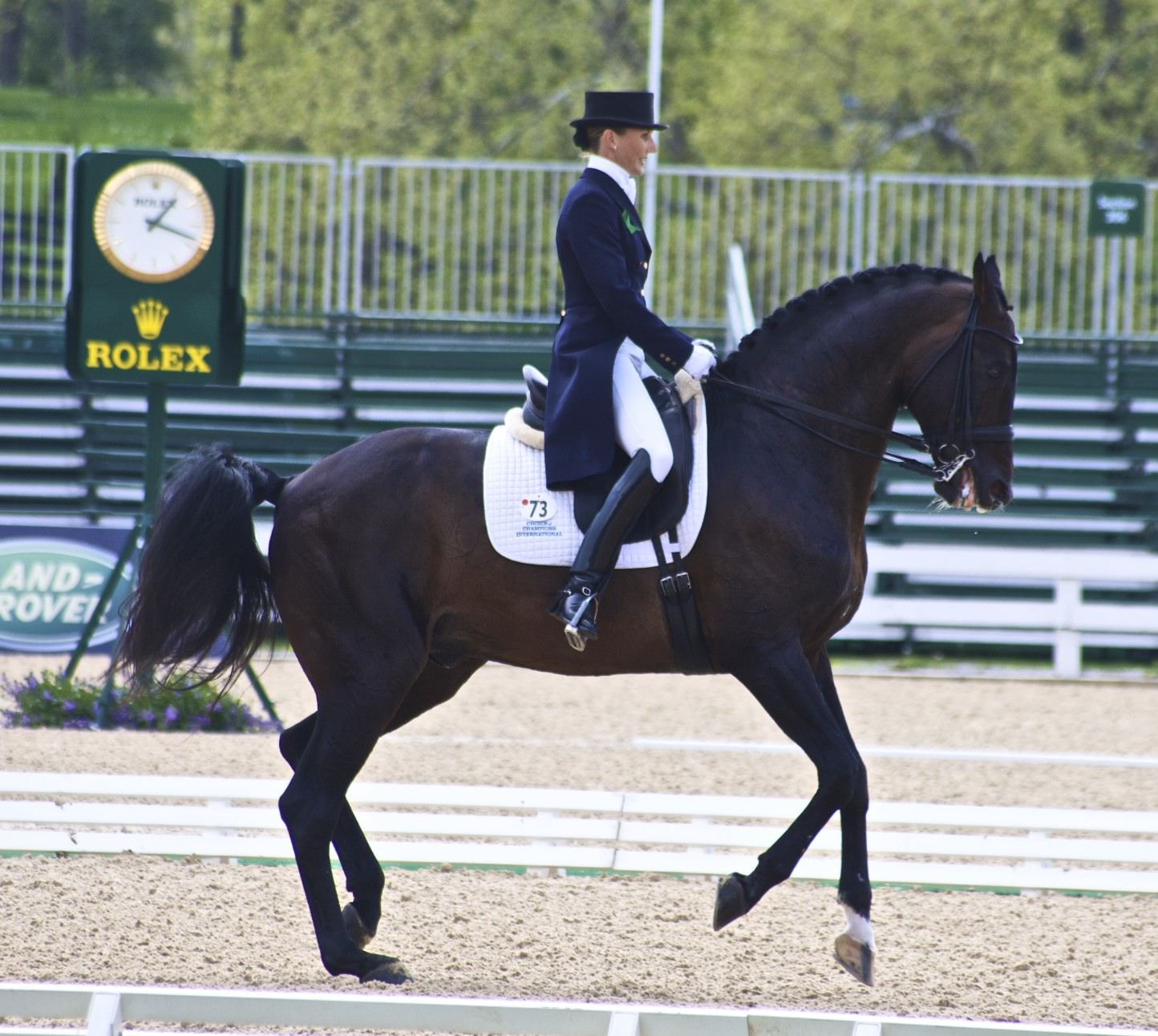
Ngựa Zweibrücker trong một buổi trình diễn dành cúp Kentucky

Ngựa Zweibrücker (hay còn gọi là ngựa Zweibrücken) là một giống ngựa có nguồn gốc từ nước Đức, chúng thuộc dòng ngựa máu nóng lai tạo ở Rhineland-Palatinate và Saarland. Theo truyền thống, việc lai tạo ra giống ngựa Zweibrücken bắt đầu từ năm 1977 với sự bảo trợ của Hiệp hội các nhà lai tạo ngựa Rhineland-Palatinate-Saar (Horse Breeders' Association of Rhineland-Palatinate-Saar, viết tắt là PRPS). Ngày nay, giống ngựa Zweibrücker hiện đại là nòi ngựa thể thao có dáng vẻ thanh lịch, có ngoại hình lớn con nhưng trang nhã, với những đặc tính thích hợp cho các hoạt động cưỡi ngựa trình diễn (dressage), biểu diễn nhảy ngựa (show jumping), thử ngựa nội dung toàn năng (eventing) và trình diễn đua xe kéo phối hợp (combined driving). 

## Lịch sử giống
Theo dòng lịch sử, các cơ sở chăn nuôi ngựa thuộc sở hữu của bang Rhineland-Palatinate ở Zweibrücken là nơi có số lượng ngựa giống ít nhất ở Đức, nhưng nơi đây lại có quá trình lịch sử chăn nuôi ngựa của khu vực rất phong phú dồi dào. Những cơ sở nuôi ngựa, nhân giống ngựa và trường ngựa của Bang đã được Công tước Christian IV xây dựng, khởi lập vào năm 1755 được lấy cảm hứng từ sau chuyến thăm đến đất nước Anh. Khi ở nước ngoài, Công tước Christian dành sự ngưỡng mộ những con ngựa nòi ở Anh với sự tinh tế, khí chất của chúng khi mà giống ngựa lai này chưa đầy 100 tuổi vào thời điểm đó. Sau đó, khi Christian IV quay trở lại Zweibrücken, ông đã tài trợ cho việc thành lập các trường ngựa, trại giống ngựa trên khắp khu vực để sản sinh cho địa phương những con ngựa giống và ngựa nái và chọn lọc những con ngựa giống đậm chất quý tộc.
Người kế vị của Christian IV là Charles II August tiếp tục cải thiện việc chăn nuôi ngựa ở Zweibrücken, ông ta có ảnh hưởng chính trị bằng cách ra lệnh rằng những con ngựa được nuôi ở đó phải đảm bảo những tiêu chuẩn phải là "ngựa tốt, tuấn mã và hữu ích". Mục tiêu này đã được hiện thực hóa chính nhờ vào sự ngưỡng mộ và ham mê của Vua nước Phổ, vị vua đã không tiếc chi tiền mua hơn 150 con ngựa giống Zweibrücken. Những con đực giống này đã được gửi đến Trakehnen là nơi mà giống ngựa Trakehner được lai tạo để các nhà quý tộc Phổ sử dụng. Sau đó, vào năm 1801, vùng Zweibrücken bị sáp nhập vào nước Pháp và những con ngựa quý tộc này được chuyển đến Rosiers aux Salines
Tuy nhiên, Napoléon đã có lần nhìn thấy những con ngựa giống và các đàn ngựa cái tại Zweibrücken, từ đó, cơ sở chăn nuôi ngựa được tái lập vào năm 1806, đây là kho ngựa giống có hơn 250 con ngựa giống và một đàn hơn 100 con ngựa nái được mua từ những vùng chăn nuôi nổi tiếng của Đức, cũng như những con ngựa Tây Ban Nha. Nửa đầu thế kỷ 20 được đánh dấu từ những nhu cầu ngày càng tăng đối với những con ngựa dành cho nông nghiệp đa năng (kiêm dụng) với ngoại hình to lớn, nặng nề hơn, được sử dụng rộng rãi trong Thế chiến thứ nhất để kéo pháo. Do đó, những con ngựa cưỡi với dáng vẻ tinh tế, lịch thiệp đã dần được thay thế bằng những con chiến mã nặng nề từ vùng Oldenburg hữu ích hơn.
Trong Thế chiến thứ hai, toàn bộ thành phố đã được sơ tán và những con ngựa ở đây được đưa đến Bavaria. Phần lớn thành phố đã bị phá hủy, và các cơ sở của nhà nước thuộc quyền quản lý của bang Rhineland-Palatinate mới được thành lập của Đức. Gần một phần tư trong số 58 con ngựa giống ở Zweibrücken là dòng ngựa kéo. Sau đó, vào những năm 1960, khi nhu cầu về một con ngựa cưỡi thể thao rộ lên, những con ngựa đực giống được thay thế bằng giống ngựa Trakehner. Từ năm 1966 đến năm 1976, ngựa giống Trakehner chiếm một nửa danh sách ngựa giống thì sau đó, trọng tâm chính của khu vực này tập trung đều đặn vào việc chọn giống ra những con ngựa cưỡi thanh lịch, dần dần, những con đực lai pha máu ngựa Hanoverian với máu ngựa Holsteiner cùng những con ngựa Trakehners với dáng vẻ quý tộc đã thúc đẩy nỗ lực chăn nuôi ngựa tại địa phương hướng tới một nòi tuấn mã.

## Đặc trưng giống
Cách tốt nhất để xác định một con ngựa thuộc dòng ngựa Zweibrücker chính là bằng dấu hiệu ở chân sau bên trái (được đóng dấu vào bắp chân ngựa), dấu xăm này có hình hai cây cầu của thành phố Zweibrücken trên cùng là hình tượng trưng cho vương miện của công tước Nếu không thì không thể phân biệt Zweibrücker với một con ngựa thuộc dòng ngựa máu nóng của Đức được lai tạo ở nơi khác nếu chỉ dựa vào ngoại hình. Hầu hết những con ngựa Zweibrücken là những con ngựa có trọng lượng trung bình mà những giống cổ xưa thường nặng hơn những giống hiện đại ngày nay. Chiều cao lý tưởng của giống ngựa này là 160 đến 170 cm hoặc 15,3 đến 16,3 hh vào tuổi thứ ba, nhưng sự sai lệch theo cả hai hướng không phải là hiếm và cũng không đủ tiêu chuẩn được chọn. Các màu lông phổ biến nhất là màu be, hồng mã (màu hạt dẻ), màu xám và màu đen, tuy nhiên một số nhà lai tạo các con chiến mã thuộc dòng Zweibrücken đa dạng về màu sắc như Tobiano (khoang vàng) và các màu như Palomino (loang lổ), da hoẵng và màu kem (Cremello).
Ngày nay, Hiệp hội những người nuôi ngựa ở Rhineland-Palatinate-Saar được biết đến với các chính sách phả hệ tự do đã chấp nhận con giống từ hầu hết các trại lai tạo giống ngựa khác là thành viên của Liên đoàn Lai tạo Thế giới về Ngựa thể thao (World Breeding Federation for Sport Horses). Mục tiêu lai tạo giống ngựa này có phương châm dựa trên nhu cầu của thị trường, hiện là nòi ngựa thích hợp để trình diễn, thi nhảy ngựa và phần thi toàn năng, ở Bắc Mỹ, mục tiêu lai tạo này cũng bao gồm cả những cuộc thi thố. Trên cơ sở đó, ngoại hình lý tưởng nhất của một con ngựa thuộc giống này được đặc trưng với một biểu hiện khí chất cao quý, thanh lịch, trang nhã, biểu cảm và hấp dẫn về mặt thẩm mỹ mặc dù không cần phải trau chuốt, chúng có thân dài, có cái cổ phải đủ dài, thân hình thanh thoát, vai dài dốc, thân thể có cơ bắp, xương ức dài, hơi nghiêng, các khớp xương lớn. Trong khi cử động và vận động dáng đi của chúng phải có độ chuẩn, không có sai lệch khi nhìn từ phía trước hoặc phía sau, nhìn chung, giống ngựa này được lai tạo, thiết kế cân đối, cân bằng và mạnh mẽ.